# 鈴木惠美
鈴木惠美（1985年9月13日—），日籍华人，日本模特和演員。所屬事務所為Stardust Promotion。

## 來歷
- 1985年在上海出生，曾就读于上海的六十二中，12歲時跟隨家人移民到日本京都，取得日本國籍，並改名鈴木惠美（日语：すずき えみ）。
- 由于其所属事务所刻意隐藏其本名（吳子靚）、出身地以及华人身份，因此大多数日本人一开始都认为她是日本人。直至后来此事被公开，但是并没有导致铃木惠美的粉丝群的减少。
- 1999年，在初中2年級的夏天，經朋友推薦接受了「Miss Seventeen」的面試，便成為了《Seventeen》的專屬模特兒。成為模特兒後，鈴木還馬上受到女中學生之間的歡迎，一躍成為名模特兒。
- 做模特兒後，不僅出現在流行雜誌的廣告，亦嘗試拍攝電視劇，也開始受到男性支持。
- 2011年創立不定期發行的刊物《S'eee Magazine》，不僅是編輯單元內容，還會自己擔任雜誌封面，發行6期後停刊。
- 2013年結婚，婚後育有一女。
- 2017年成立個人品牌服飾「Lautashi」。

## 人物小故事
- 以前被雜誌訪問時便提出想在20歲之前結婚。2005年，20歲的鈴木在雜誌《Seventeen》的20歲紀念採訪說著「想今年結婚」。

## 演出

### 電視劇
2001年
- 叛亂計劃 （反乱のボヤージュ）

2002年
- 漂流教室（ロング・ラブレター〜漂流教室〜）
- 午餐女王（ランチの女王）

2004年
- 五個撲水的少年2（ウォーターボーイズ2）

2005年
- 浪花金融道6 新年特別篇（ナニワ金融道・6）

2006年
- 辣妹掌門人（ギャルサー）飾演 レミ
- 花樣奇緣（嫌われ松子の一生）飾演 川尻明日香

2007年
- 有閑俱樂部（有閑倶楽部）飾演 黃櫻可憐

2008年
- 我的野蠻女友（猟奇的な彼女）飾演 如月春夏

### 電影
- 源氏物語(2001年12月上映，東映) 飾演 秋好中宮
- bird call(2005年10月，由Yahoo!放送)

### 廣告
- 明治製菓，雪吻巧克力（2001年）
- 大塚製藥，CalorieMate（2004年）
- 資生堂，MA CHÉRIE（2003年－）
- 資生堂，PN（2005年）
- ジークス天神，更新開放通知（2004年）
- サントリーフーズ，DAKARA（2005年）

### 雜誌
- Seventeen（1999 - 2004年、集英社）
- esty+（2003年、集英社）
- PINKY（2004 - 2009年、集英社）
- MAQUIA（2010年 - 、集英社）
- MORE（2010年 - 、集英社）
- 美人百花（角川春樹事務所）
- Sweet（宝島社）
- Gina（ぶんか社）

### 寫真集
- 鈴木惠美寫真集《LOVE!》（2002年，集英社）
- 鈴木惠美寫真集《Love♥love》（2006年1月，集英社）

### 其他
- OLIVE des OLIVE 形像人物（2002年）

## 外部連結
- Stardust Promotion 鈴木惠美 （页面存档备份，存于）
- 鈴木惠美INSTAGRAM （页面存档备份，存于）